# Borsa di Ulan Bator
Il Mongolian Stock Exchange (mongolo: Монголын Хөрөнгийн Бирж / Mongolyn Khöröngiin Birj), con sede a Ulan Bator, è la Borsa valori della Mongolia. È stata istituita nel gennaio 1991 dal Naidansurengiin Zolzhargal, e dal 2006 è stato il fulcro degli scambi commerciali e della capitalizzazione di mercato. È regolata dalla Mongolian Stock Exchange Commission.
La Borsa di Ulan Bator ha registrato una rapida crescita dal 2006. Nel 2010, l'MSE è stato il mercato azionario con le migliori performance al mondo dopo un aumento del 121 percento. MSE si è classificata come la seconda borsa valori con le migliori performance al mondo con un aumento del 57,8 percento dopo la Borsa di Caracas del Venezuela, che è aumentata dell'80,8 percento. A settembre 2022, conta 180 società quotate con una capitalizzazione di mercato complessiva di 4,9 trilioni di MNT (1,5 miliardi di dollari).